# جوزيف جاي بارتليت
جوزيف جاي بارتليت (بالإنجليزية: Joseph J. Bartlett)‏ هو دبلوماسي وضابط ومحامي أمريكي، ولد في 21 نوفمبر 1834 في بينغامتون في الولايات المتحدة، وتوفي في 14 يناير 1893 في بالتيمور في الولايات المتحدة.